# Bill Cantrell
Willard »Bill« Cantrell, ameriški dirkač Formule 1, * 31. januar 1908, West Point, Kentucky, ZDA, † 22. januar 1996, Madison, Indiana, ZDA.
Bill Cantrell je pokojni ameriški dirkač, ki je med letoma 1948 in 1950 sodeloval na ameriški dirki Indianapolis 500, ki je med letoma 1950 in 1960 štela tudi za prvenstvo Formule 1. Na dirki leta 1950 je dosegel sedemindvajseto mesto skupaj z Baylissom Levrettom. Umrl je leta 1996.